# گلزار (پاکدشت)
گلزار (پاکدشت)، روستایی از توابع بخش مرکزی شهرستان پاکدشت در استان تهران ایران است. قطب تولید انواع گلهای زینتی و آپارتمانی می باشد. از ابتدای ورودی گلزار گلخانه ها، نمایشگاه و فروشگاه های گل و گیاه به چشم می خورد که چشم نوازی می کنند و عطر و بوی گلها و گیاهان دلنوازی می کنند. در چند سال گذشته مردم گلزار و بسیاری از روستاها و شهرهای اطراف باغ و باغچه سازی کرده اند و به نظر می رسد به عنوان تفرج گاه مناسب باشد و یک علت آن وجود انواع گل خانه ها و باغهاست و نیز آب و هوای مناسب تر از پیرامون.
این روستا به طور کلی شامل گلزار پایین و بالا می‌شود.
دسترسی اصلی از جاده تهران-مشهد می باشد.

## جمعیت
این روستا در دهستان فیلستان قرار دارد و براساس سرشماری مرکز آمار ایران در سال ۱۳۸۵، جمعیت آن ۵٬۴۵۱ نفر (۱٬۳۵۴خانوار) بوده‌است.